# Corbs de la Torre de Londres

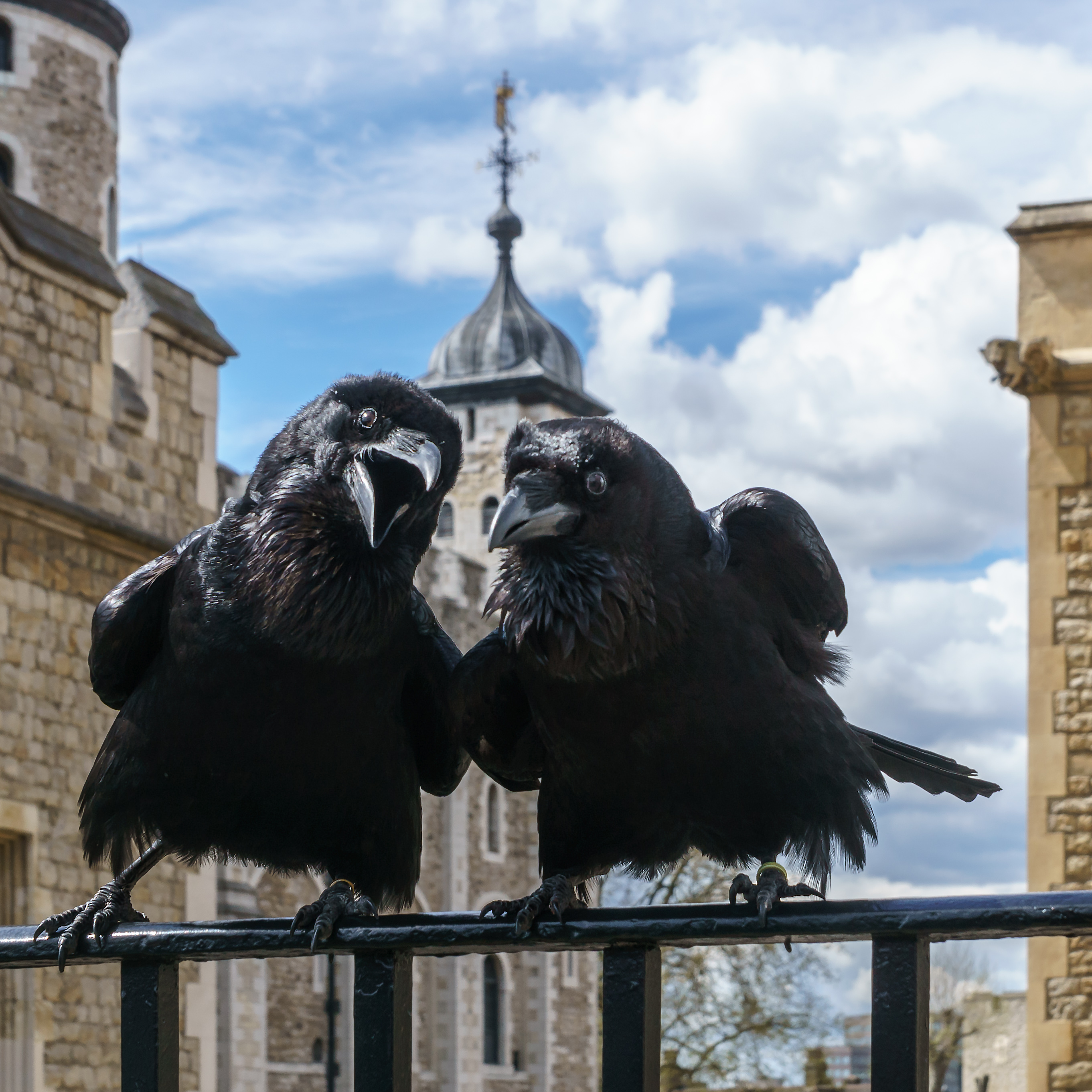
Jubilee i Munin, dos dels corbs de la Torre

Els corbs de la Torre de Londres són un grup de com a mínim sis corbs que viuen a la Torre de Londres. Tradicionalment, es creu que la seva presència protegeix la Corona i la torre; una superstició diu que "si els corbs de la Torre de Londres es perden o se'n van, la Corona caurà i, amb ella, Gran Bretanya".
A nivell històric, els corbs salvatges eren comuns a Gran Bretanya, fins i tot en ciutats, i la torre es trobava dins de la seva distribució natural. Quan van ser exterminats de bona part del seu hàbitat natural, incloent-hi londres, només podien viure a la torre en captivitat i amb suport oficial. La llegenda local posa l'origen de la població de corbs en captivitat a l'època del Rei Carles II (regnat entre 1660–85). Alguns historiadors creuen que la "mitologia dels corbs de la torre probablement és una fantasia de l'era victoriana". Alguns dels corbs de la torre van ser criats específicament a Somerset.